# Acanthonotozomoides sublitoralis
Acanthonotozomoides sublitoralis är en kräftdjursart som beskrevs av Schellenberg 1931. Acanthonotozomoides sublitoralis ingår i släktet Acanthonotozomoides och familjen Acanthonotozomellidae. Inga underarter finns listade i Catalogue of Life.